# Siły Zbrojne Wyzwolenia Narodowego (Portoryko)
Siły Zbrojne Wyzwolenia Narodowego hiszp. Fuerzas Armadas de Liberación Nacional, FALN) – organizacja terrorystyczna z Portoryko.

## Historia
Organizacja powstała w 1974 roku. O istnieniu grupy opinia publiczna dowiedziała się 26 października 1974 roku, kiedy ugrupowanie przyznało się do zorganizowania pięciu zamachów bombowych w Nowym Jorku. Bojownicy FALN atakowali obiekty rządowe, wojskowe czy gospodarcze Stanów Zjednoczonych na Portoryko i w kontynentalnych USA. Zimą 1975 r. dokonuje szeregu zamachów bombowych w Nowym Jorku (4 zabitych, 53 rannych) i Mayagüez; zamachy bombowe (głównie na firmy amerykańskie) mają też miejsce w Nowym Jorku w sierpniu 1977 roku (1 zabity, 7 rannych) i w San Juan w kwietniu 1978 roku. W 1980 członkowie FALN na krótko okupowali sztab wyborczy ubiegającego się o reelekcję prezydenta Jimmy'ego Cartera i wiceprezydenta Waltera Mondale. Ostatnie ataki FALN miały miejsce w 1983 roku.
W 1999 roku prezydent Bill Clinton ułaskawił większość przebywających w więzieniach członków FALN.

## Relacje z innymi grupami nacjonalistycznymi
Sojusznikiem FALN była Ludowa Armia Boricua znana też jako „Los Macheteros“. Organizacja współpracowała też z legalną Portorykańską Partią Socjalistyczną.

## Bilans działalności
Grupa przeprowadziła łącznie 72 zamachy bombowe i 40 podpaleń. W zamachach zginęło 5 osób, a 83 zostało rannych. 

## Wsparcie zagraniczne
Departament Stanu Stanów Zjednoczonych twierdzi, że FALN była wspierana przez Kubę.

## Ideologia
Były formacją nacjonalistyczną, separatystyczną i marksistowsko–leninowską. Ich celem było uniezależnienie Portoryko od Stanów Zjednoczonych.